# Diko
Diko es un corregimiento del distrito de Müna, en la comarca Ngäbe-Buglé, República de Panamá. Su creación fue establecida mediante Ley 31 del 10 de mayo de 2012, siendo segregado del corregimiento de Peña Blanca. Su cabecera es Cerro Gavilán.